# Olesya Rulin
Olesya Rulin (en russe : Олеся Рулин, Olessia Rouline) est une actrice russe née le 17 mars 1986 à Moscou (Russie).

## Biographie
Également modèle[réf. nécessaire] (elle mesure 1.52 m) , elle est plus connue pour son rôle de Kelsi Nielsen dans High School Musical, et son interprétation dans Les Sorcières d'Halloween 3.

## Filmographie
- 2001 : The Poof Point (TV) : Annie
- 2001 : Hounded (TV) : Girl #1
- 2002 : Les Anges du bonheur (Touched by an Angel) (série télévisée) : High School Student
- 2004 : Everwood (série télévisée) : Fille alcoolique
- 2004 : Les Sorcières d'Halloween 3 (TV) : Natalie the Pink Troll
- 2005 : Urban Legend 3: Bloody Mary (Urban Legends: Bloody Mary) (vidéo) : Mindy
- 2005 : Mobsters and Mormons : Julie Jaymes
- 2006 : High School Musical (TV) : Kelsi Nielsen
- 2006 : Vampire Chicks with Chainsaws (vidéo) : Sariah
- 2007 : The Dance : Britney
- 2007 : American Pastime : Cathy Reyes
- 2007 : High School Musical 2 (TV) : Kelsi Nielsen
- 2008 : Major Movie Star : Petrovich
- 2008 : Forever Strong : Emily's Friend
- 2008 : Camp Rock : Taira Stevens
- 2008 : High School Musical 3 (ciné) : Kelsi Nielsen
- 2009 : Blonde et dangereuse : Soldat Petrovitch
- 2009 : Flying By : Ellie
- 2009 : Greek : Abby
- 2010 : Apartness relation : Emily Gates
- 2010 : Expecting Mary : Mary
- 2010 : Les experts Miami : Andrea Williams (saison 8 épisode 22)
- 2011 : Drop Dead Diva : Mia
- 2010 : Mentalist (TV) : Sam Starks (Saison3, épisode 5)
- 2012 : Touch : fille en robe rouge (saison 1, épisode 3)
- 2012 : Underemployed : Pixie Dexter (saison 1, épisode 11)
- 2013 : Family Weekend : Emily Smith-Dungy
- 2014 : NCIS : Enquêtes spéciales : Kim Troutman (saison 11, épisode 20)
- 2015 - 2016 : Powers : Calista
- 2016 : The Night Shift : Maya (saison 2, épisode 14)
- 2018 : Devious Nanny : Amber